# Garcinia lowryi
Garcinia lowryi är en tvåhjärtbladig växtart som beskrevs av Z.S.Rogers och P.W.Sweeney. Garcinia lowryi ingår i släktet Garcinia och familjen Clusiaceae. Inga underarter finns listade i Catalogue of Life.